# John Ioannidis
John P. A. Ioannidis (né le 21 août 1965 à New York) est un professeur de médecine et un chercheur de l'école de médecine et de l'école d'humanité et des sciences de l'Université Stanford.
Il est surtout connu pour  son article Why Most Published Research Findings Are False (« Pourquoi la plupart des résultats de recherche scientifique publiés sont faux ») publié en 2005 qui a particulièrement suscité la réflexion et le débat scientifique lié à la reproductibilité des études scientifiques. 
D'après le Thomson Reuters, John Ioannidis est l'un des scientifiques les plus cités, particulièrement dans le domaine de la médecine clinique et des sciences sociales.

## Biographie
Né à New York en 1965, Ioannidis est élevé à Athènes, en Grèce. Valedictorian de sa classe au Athens College (en), il obtient son diplôme en 1984 et remporte plusieurs prix, dont le National Award of the Greek Mathematical Society. Après avoir obtenu un diplôme de l'université nationale et capodistrienne d'Athènes, il fréquente l'université Harvard pour sa résidence en médecine interne.
Il a également dirigé le département d'hygiène et d'épidémiologie de l'école de médecine de l'Université d'Ioannina et été professeur adjoint à l'école de médecine (en) de l'université Tufts,. 
Directeur du Stanford Prevention Research Center, il co-dirige, avec Steven N. Goodman (en), le Metrics (Meta-Research Innovation Center at Stanford (en) ,, une institution qui vise à améliorer les processus de recherche scientifique.

## Recherches

### Reproductibilité des études scientifiques
Son article académique de 2005 Why Most Published Research Findings Are False (« Pourquoi la plupart des résultats de recherche scientifique publiés sont faux »)  est l'article le plus téléchargé de la revue PLoS Medicine. Depuis 2005, ce texte, devenu une référence, a été consulté près de 1,2 million de fois en ligne. Il déclare avoir choisi cette revue scientifique car il la jugeait plus « réceptive  » pour ce type de débat. 
John Ioannidis a écrit qu'« un résultat de recherche a moins de chances d'être vrai lorsque les études menées dans un domaine sont plus petites ; lorsque les effets sont d'une plus faible ampleur ; lorsqu'il existe un nombre plus important et moins de présélection des relations testées ; lorsqu'il existe une plus grande flexibilité dans la conception de l'étude, les résultats et modes d’analyse, quand les intérêts et les préjugés financiers et autres sont plus grands, et quand davantage d’équipes sont impliquées dans un domaine scientifique à la recherche de la signification statistique ».
L'article est considéré comme fondateur pour le domaine de la métascience (en), soit l'étude scientifique de la science.
Dans un autre article de 2005, John Ioannidis analyse 49 résultats de recherche en médecine parmi les plus estimés des treize années précédentes. Le document a comparé les 45 études affirmant avoir découvert des interventions médicales efficaces avec des études ultérieures avec des échantillons plus grands : 7 (16 %) des études étaient contredites, 7 (16 %) rapportaient des effets moins importants dans la deuxième étude que dans la première, 20 (44 %) ont été répliquées et 11 (24 %) sont restées en grande partie non contestées.
En 2014, il  publie à nouveau un article avec un titre volontairement provocateur How to Make More Published Research True (« Comment faire en sorte que plus d'études publiées soient vraies »)  dans la revue Plos Medecine pour améliorer les pratiques de recherche.
John Ioannidis a publié beaucoup d'autres évaluations empiriques influentes portant sur la validation et la réplication de différents types d'études dans divers domaines scientifiques, y compris la génétique, les essais cliniques, et les neurosciences. Ses travaux visaient également à identifier des solutions permettant d'optimiser les pratiques de recherche et à augmenter le rendement de résultats scientifiques validés et utiles.
Il a également inventé avec Thomas A. Trikalinos l'expression phénomène de Protée (en), du nom du dieu grec Protée qui pouvait rapidement changer d'apparence, pour la survenue de résultats extrêmement contradictoires dans les premières études réalisées sur une même question de recherche. Il a apporté de nombreuses contributions dans le domaine de la méta-analyse (la méthode scientifique qui consiste à combiner des données provenant de plusieurs études sur une même question de recherche) et a été président de la Société pour la méthodologie en synthèses de recherche (en).

### Covid-19
Pendant la pandémie de Covid-19, il déclare en mars 2020 que « les données collectées jusqu'à présent sur le nombre de personnes infectées et l'évolution de l'épidémie ne sont absolument pas fiables », en référence aux modèles prédictifs qui prévoyaient des millions de morts aux États-Unis, qualifiant la gestion de crise de « fiasco de preuves unique dans un siècle ». De ce fait, il considère que les décisions politiques  au niveau mondial comme la « distanciation sociale »,  la fermeture des écoles sont difficilement justifiables et peu efficaces,. La fiabilité et l'objectivité de son analyse sont cependant remises en cause par certains de ses pairs et des journalistes scientifiques. Selon le chercheur Solomon Hsiang – dont les travaux servent de base à ceux cosignés par Ioannidis – « l'affirmation des auteurs selon laquelle « il n'existe aucune preuve que des interventions non pharmaceutiques plus restrictives (comme les confinements) ont contribué de manière substantielle à courber la courbe des nouveaux cas » est en contradiction directe avec les preuves fournies dans leur propre analyse. (...) La description des auteurs ne reflète pas avec précision les résultats de leur analyse. »